# Johann Maier (Politiker, Mai 1952)

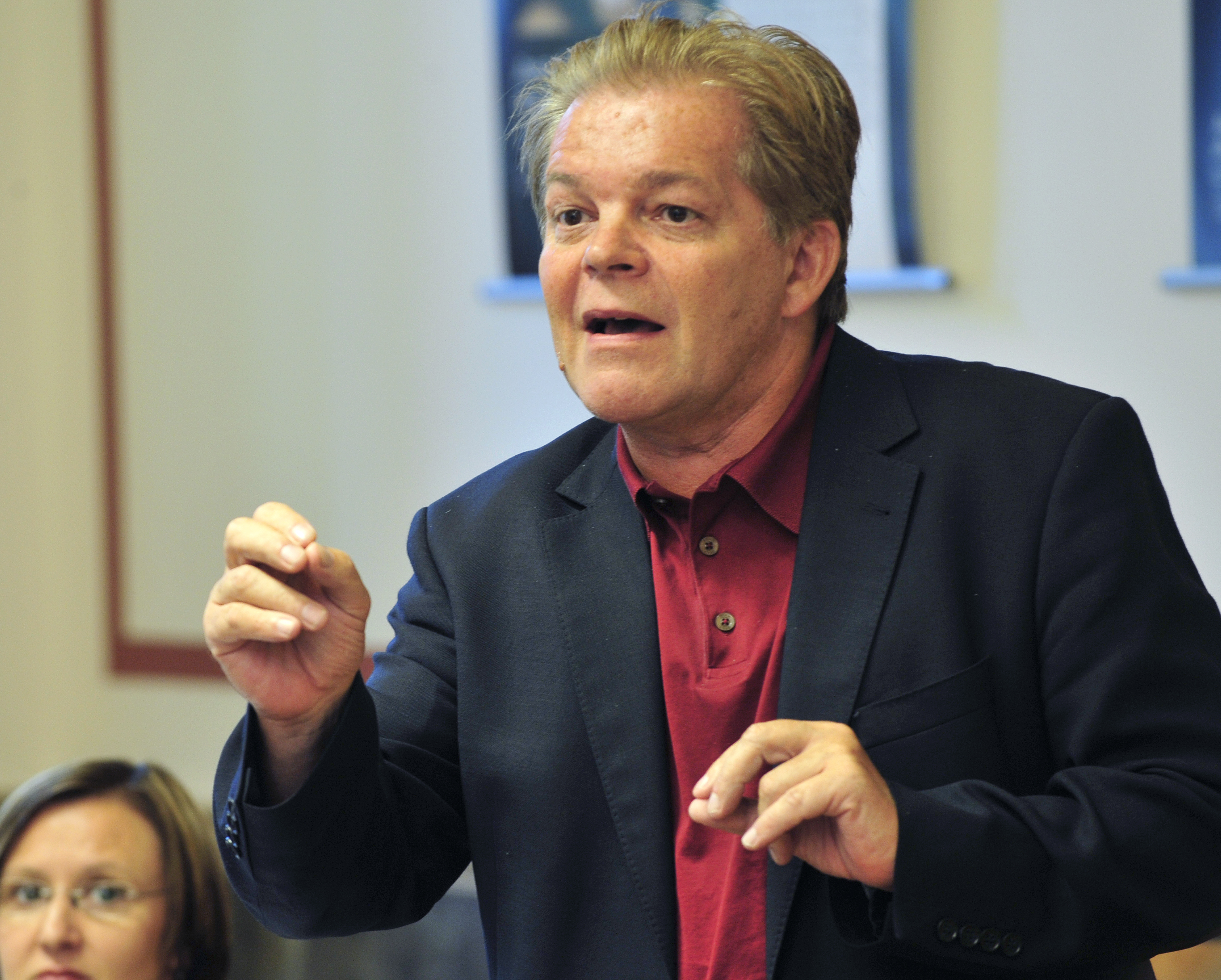
Johann Maier bei einer Enquete des SPÖ-Klubs

Johann Maier (* 8. Mai 1952 in Salzburg) ist ein österreichischer Politiker (SPÖ) und ehemaliger Abgeordneter zum Nationalrat.

## Ausbildung und Beruf
Johann Maier besuchte von 1958 und 1962 die Volksschule und danach bis 1970 eine Allgemeinbildende höhere Schule. Nach der Matura leistete Maier zwischen 1970 und 1971 seinen Präsenzdienst als Einjährig-Freiwilliger ab. Danach studierte Maier ab 1971 Rechtswissenschaften an der Universität Salzburg und schloss sein Studium 1977 mit dem akademischen Grad Mag. iur. ab.
Maier war von 1973 bis 1978 Studienassistent und Vertragsbediensteter an der Universität Salzburg und war von 1978 bis 1980 dort Universitätsassistent bzw. Vertragsassistent. Maier absolvierte seine Rechtspraxis von 1979 bis 1980 am Landes- und Bezirksgericht Salzburg und war seit 1980 Angestellter der Arbeiterkammer Salzburg, seit 1982 als Leiter der Abteilung für Konsumentenberatung. 2017 trat er in dieser Rolle in den Ruhestand.

## Politik
Johann Maier war ab 1995 Sektionsvorsitzender der SPÖ Salzburg-Itzling und wurde 1995 in den SPÖ-Landesparteivorstandes gewählt. Seit 1997 war er zudem Bezirksparteivorsitzender-Stellvertreter der SPÖ Salzburg-Stadt und Vizepräsident der Arbeitsgemeinschaft für Sport und Körperkultur in Österreich (ASKÖ) Salzburg. Seit 2003 fungierte Maier als Stellvertretender-Vorsitzender des Österreichischen Datenschutzrates, des Weiteren war er Vorstandsmitglied im Österreichischen Antidoping-Comitee (ÖADC).
Johann Maier war vom 14. März 1996 bis zum Ende der XXIII. Gesetzgebungsperiode bis zum 27. Oktober 2008 Abgeordneter zum Nationalrat und seit 2006 Obmann im Ausschuss für Konsumentenschutz.
Nach der Nationalratswahl in Österreich 2008 hatte Johann Maier wegen der geringeren Mandatsstärke seiner Partei zunächst keinen Sitz mehr im Nationalrat, er rückte jedoch durch die Ernennung eines Abgeordneten zum Mitglied der Bundesregierung Faymann I auf dessen Sitz nach und wurde am 3. Dezember 2008 neuerlich angelobt. Er wurde in dieser Gesetzgebungsperiode wieder Bereichssprecher der SPÖ für Konsumentenschutz und Lebensmittelkontrolle.
Nachdem der ehemalige Verteidigungsminister Norbert Darabos als neuer SPÖ-Bundesgeschäftsführer in den Nationalrat zurückgekehrt war, verlor Maier sein Mandat.
Maier wurde dann für wenige Monate – von Juli 2013 bis Oktober 2013 wieder Abgeordneter, da der Salzburger Abgeordnete Stefan Prähauser auf sein Mandat verzichtete.
Nach der Nationalratswahl 2013 verpasste Maier den abermaligen Einzug in den Nationalrat.
Ab 2017 war Maier Vorsitzender des Datenschutzrats beim Bundeskanzleramt, dem er seit 2000 angehört, zuletzt als Ersatzmitglied.

## Auszeichnungen
- 2005: Großes Goldenes Ehrenzeichen für Verdienste um die Republik Österreich[5]
- 2012: Big Brother Awards[6][7]
- 25. März 2017: Viktor-Adler-Plakette als höchste Auszeichnung der SPÖ.[1]